# 宮繼蘭
宮繼蘭（16世紀—17世紀），原名宮大壯，字貞吉，號鷟鄰，直隸揚州府泰州人，明朝、南明政治人物。

## 生平
宮繼蘭是萬曆四十六年（1618年）應天鄉試舉人，崇禎十年（1637年）成進士，禮部觀政，本年六月獲授工部都水司主事，工部尚書劉遵憲知道他的才幹，就委任他督建烽臺、視河夏陽，倡議築城。崇祯十四年外任山東兗州府知府，當地是藩封重地，他就任後修築城垣、嚴於立法，無人敢於阻撓，清理積欠錢糧二百六十三萬；朝廷打算讓他任職薦兗東兵備道，但他卻因為母親年老請求歸養。
弘光年間，起用宮繼蘭為廣東羅定兵備道副使，未赴任，卒於家。入祀鄉賢祠及兗州府名宦祠。

## 家族
曾祖宫盛，考中听选；祖父宫永达，廪生，高隐，行載郡志；父宫景隆，甲寅廷元，敕祀乡贤，赠承德郎工部员外郎，行載郡志。子宮偉鏐，崇禎十六年進士。孫宫梦仁，康熙庚戌進士、会元。

## 引用
1. 1 2  錢海岳《南明史·卷三十五·列傳第十一》：（弘光）時廣東、廣西司道：……宮繼蘭，字鷟鄰，泰州人。崇禎十年進士。授都水主事，視河夏陽，首倡築城。出為兗州知府。府為藩封，二十七州邑錢糧四十餘萬，侵牟莫稽。繼蘭下車，修城垣，嚴保甲，立法肅然，親貴不撓，清出宿逋二百六十餘萬，民困以甦。母老乞歸。弘光初，起羅定參議。卒年八十。子偉鏐，事別見。
2. ↑  道光《泰州志·卷十五·選舉表上》：舉人……宮繼蘭 原名大壯，萬厤戊午科，見進士
3. ↑  《崇祯十年丁丑科三百名进士三代履历》：宫继兰，曾祖盛，考中听选；祖永达，廪生，高隐，行載郡志；父景隆，甲寅廷元，敕祀乡贤，赠承德郎工部员外郎，行載郡志。鷟隣，诗五房，丙午五月二十四日生，静海人扬州府泰州籍，戊午一百名，会一百三十九名，二甲六名，礼部观政，本年六月授工部都水司主事，管理烽臺重城，戊寅署员外郎，提督夏镇河道，奉旨纪录，辛巳升兖州知府，以告病不催漕科奏闲住，甲申起福建按察司佥事、右參議，乙酉改廣東副使、羅定道。
4. ↑  道光《泰州志·卷二十三·人物 事績》：宮繼蘭，字貞吉，崇禎十年進士，授工部都水司主事，時建烽臺重城，眾皆退避，工部尚書劉遵憲知繼蘭才，委以專督，節簡甚多，視河夏陽，倡議築城，卒如其議；出知兗州府，兗為藩封重地，繼蘭嚴於立法，親族莫敢撓，清宿逋錢糧至二百六十三萬有奇。當事欲薦繼蘭備兵兗東，以母老請養歸，踰二十年復起羅定兵備，不赴卒於家，祀鄉賢及兗州府名宦。 府志，參雍正府志